# Gårabborrtjärnen
Gårabborrtjärnen är en sjö i Åsele kommun i Lappland och ingår i Ångermanälvens huvudavrinningsområde. Sjön har en area på 0,0883 kvadratkilometer och ligger 366,1 meter över havet.

## Delavrinningsområde
Gårabborrtjärnen ingår i det delavrinningsområde (713675-155188) som SMHI kallar för Inloppet i Avasjön. Medelhöjden är 372 meter över havet och ytan är 22,91 kvadratkilometer. Räknas de 2 avrinningsområdena uppströms in blir den ackumulerade arean 41,52 kvadratkilometer. Avasjöbäcken som avvattnar avrinningsområdet har biflödesordning 3, vilket innebär att vattnet flödar genom totalt 3 vattendrag innan det når havet efter 227 kilometer. Avrinningsområdet består mestadels av skog (63 procent) och sankmarker (35 procent). Avrinningsområdet har 0,14 kvadratkilometer vattenytor vilket ger det en sjöprocent på 0,6 procent.